# Euphorbia analavelonensis
Euphorbia analavelonensis là một loài thực vật có hoa trong họ Đại kích. Loài này được Rauh & Mangelsdorff mô tả khoa học đầu tiên năm 2000.